# Real Life (együttes)
A Real Life 1980-ban alakult ausztrál new wave/szintipop együttes, amely legnagyobb nemzetközi sikereit az 1983-as debütáló albumáról, a Heartland-ről származó slágereivel, a "Send Me an Angel"-lel és a "Catch Me I'm Falling"-gal érte el. Az együttes eredeti tagjai David Sterry (ének, gitár), Richard Zatorski (billentyűs hangszerek, hegedű), Allan Johnson (basszusgitár), valamint Danny Simcic (dobok). 1986-ban Zatorskit Steve Williams váltotta, akit 1995-ben George Pappas követett a szintetizátoros szerepben.

## Diszkográfia

### Stúdióalbumok
- Heartland (1983)
- Flame (1985)
- Lifetime (1990)
- Happy (1997)
- Imperfection (2004)
- Send Me an Angel – '80s Synth Essentials (2009)
- Sirens (2020)